# 백산면 (김제시)
백산면(白山面)은 대한민국의 전북특별자치도 김제시에 설치된 면이다.

## 개요
백산면은 동쪽은 용지면, 서쪽은 성덕면과 만경면, 북쪽은 청하면과 공덕면, 남쪽은 김제시와 경계를 이루고 있다가 1989년 김제읍이 김제시로 승격되면서 하리, 흥사리, 상동리는 김제시에 편입되고 1995년 김제군과 김제시가 도농 통폐합에 따라 김제시 백산면이 되어 오늘에 이르고 있다.
백산면은 조종산 등 해발 58m의 야산, 그리고 군소 기복 된 야산으로 둘러 쌓여 있으며 김제시의 전체 지형적인 위치로 보아 중앙 지대의 평지고원 지대라 할 수 있다.

## 행정 구역
- 하정리
- 상정리
- 상리
- 조종리
- 수록리
- 부거리
- 석교리
- 하서리

## 특산품
- 동충하초

## 학교
- 종정초등학교 (상정리)
  - 수월분교 (폐교) - 백산로 505 (수록리)